# 加爾瓦 (伊利諾伊州)
加爾瓦（英語：Galva）是一個位於美國伊利諾伊州亨利縣的城市。

## 地理
加爾瓦的座標為41°10′00″N 90°02′32″W / 41.16667°N 90.04222°W，而該地的平均海拔高度為256米（即840英尺）。

## 人口
根據2010年美國人口普查的數據，加爾瓦的面積為7.13平方千米，當中陸地面積為7.13平方千米，而水域面積為0.00平方千米。當地共有人口2589人，而人口密度為每平方千米363.11人。